# Arcediago
Arcediago o San Juan de Arcediago (llamada oficialmente San Xoán da Ponte Arcediago) es una parroquia española del municipio de Santiso, en la provincia de La Coruña, Galicia.

## Entidades de población
Entidades de población que forman parte de la parroquia:
- A Cruz
- Agro do Chao
- Pontenovo (A Pontenova)
- Raxacendes
- Seaone
- Silva (A Silva)
- Souto (O Souto)
- Talín

## Despoblado
- Outeiro

## Demografía
| Gráfica de evolución demográfica de Arcedigao entre 2000 y 2019 |
|                                                                 |
| Datos según el nomenclátor publicado por el INE.                |